# 文化哲學
文化哲学是一個哲學分支，此理論是研究文化的本质和意义。 

## 早期现代論述

### 德国浪漫主义

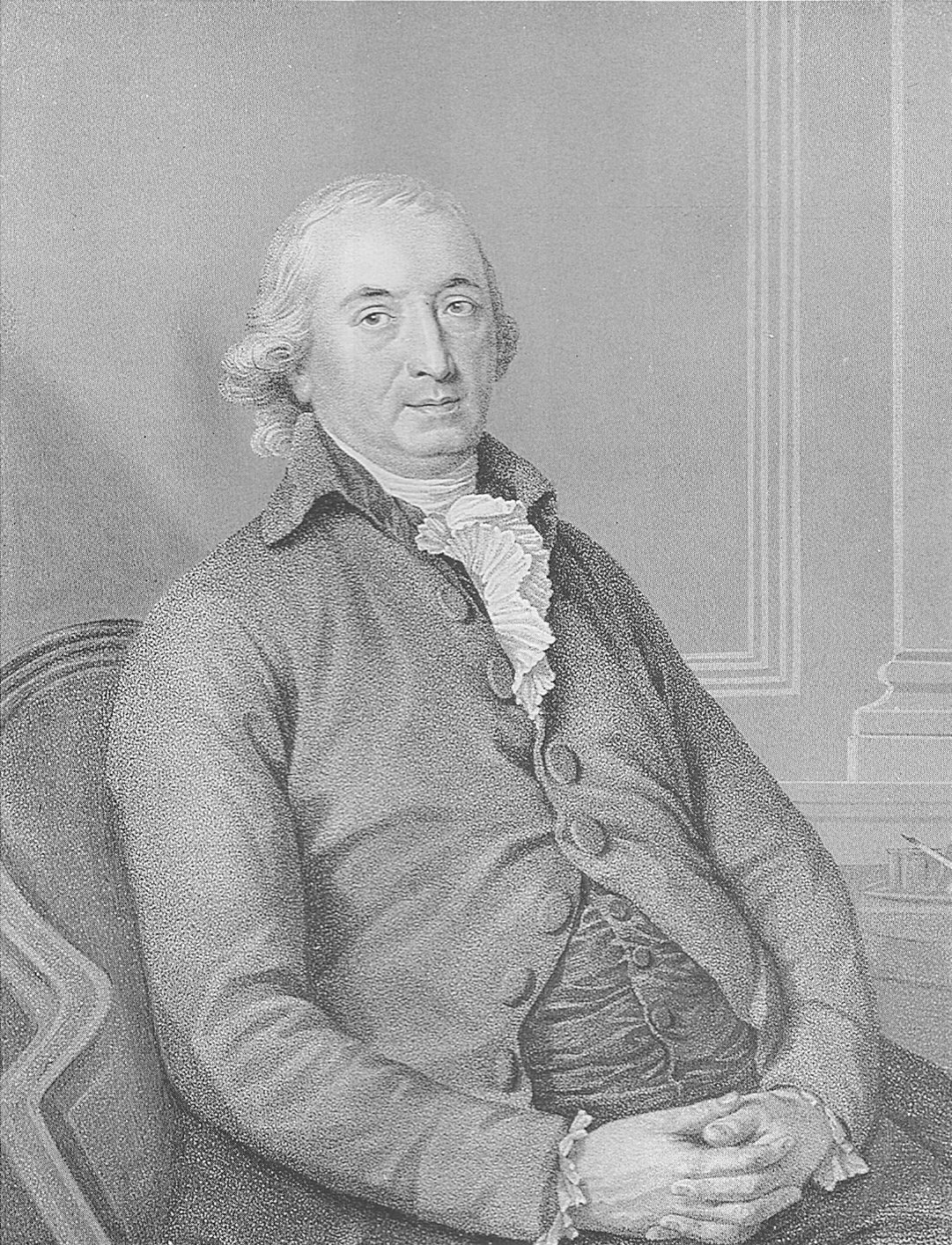
约翰·赫德（Johann Herder）呼吁注意民族文化。

德国哲学家康德（1724–1804）对“启蒙”提出了个人的定义，這类似于教化的概念：“启蒙是人从自身的未成熟而来的出现。”他认为，这种不成熟不是由于缺乏理解，而是由于缺乏独立思考的勇气。 萨佩雷·奥德反对康德這種人類思想上的怯懦 ：“敢于明智！” 为了回应康德，德国学者约翰·戈特弗里德·赫德（1744–1803）认为，人类创造力是以多元化的形式，与人类理性同等重要。而且，赫德提出了一种「人與人」集体形式的概念：“对于赫德来说，比尔登是为人民提供了一致的身份和共同命运體的全部经验。” 

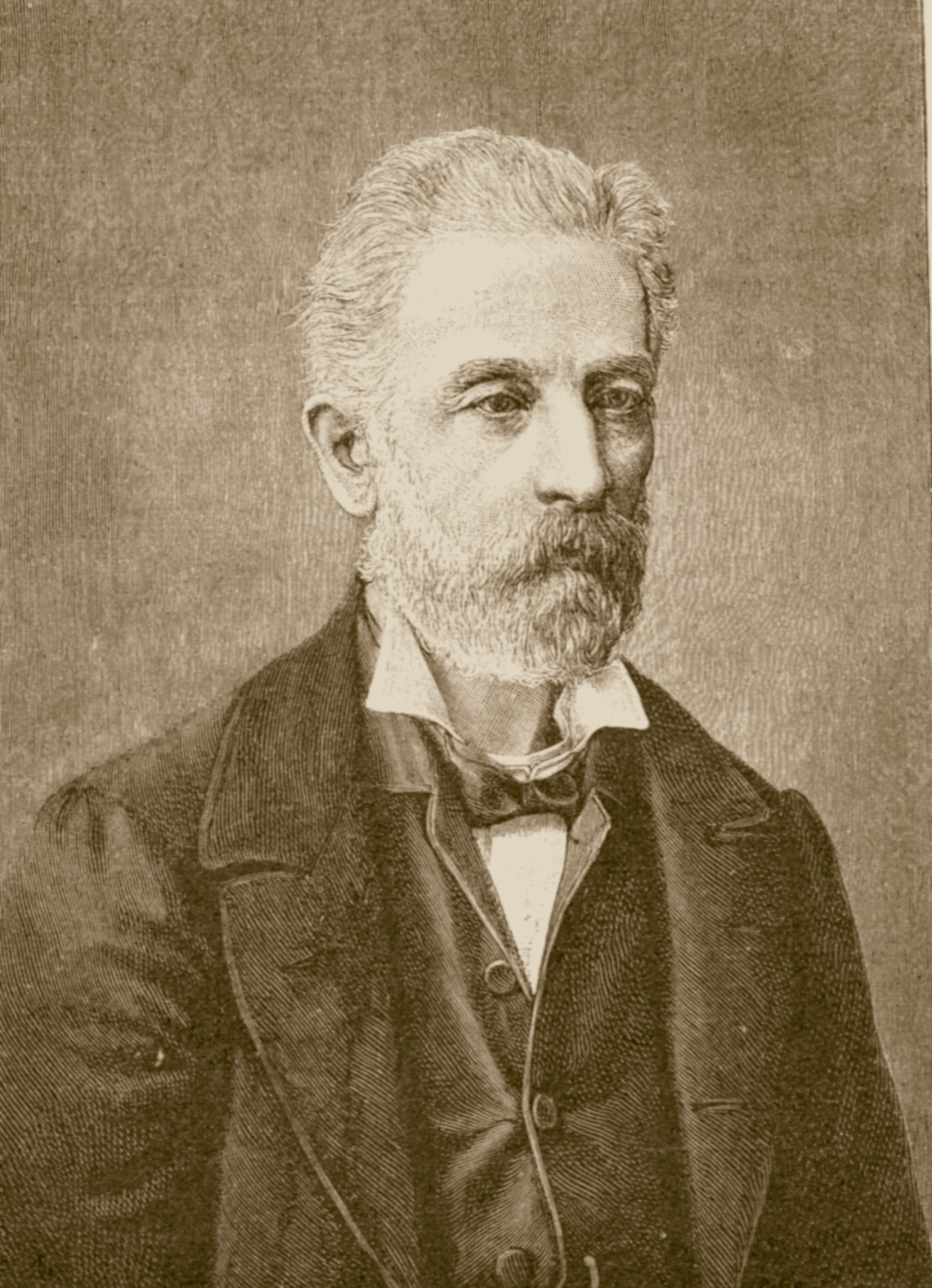
阿道夫·巴斯蒂安（Adolf Bastian）建立了一种普遍的文化模式。

1795年，語言學家和哲學家威廉·馮·洪堡（1767–1835），以及德國浪漫主義的學者、民族主義運動的學者等綜合了康德和赫德的觀點。民族主義從不同的公國中分析出“德國”而進行的鬥爭，以及分析少數族裔與奧匈帝國的鬥爭，發展出了包容文化的“世界觀”。按照這種思想流派，每個民族都有獨特的世界觀，這與其他人群的世界觀是無法比較的。儘管相比以前的觀點更為包容性，但這種文化方法仍然可以區分“文明文化」與“原始文化”或“部落文化」。

1860年， 阿道夫·巴斯蒂安（1826-1905年）主张“人类心理统一”。他提出，对人类社会进行科学比较，可以发现不同的世界观由相同的基本思想组成。 根据巴斯蒂安，所有人类社会都有一套“基本思想”。不同的“民间思想」其實就是基本思想局部修改而成。这一观点为现代理解文化铺上了道路。 

### 英国浪漫主义

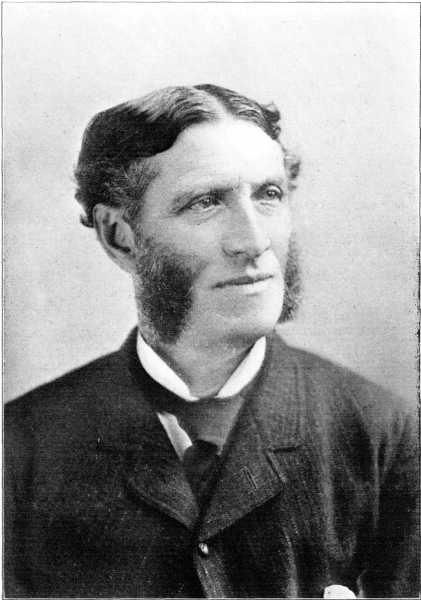
英国诗人和评论家马修·阿诺德 （ Matthew Arnold）将“文化”视为对人本主义理想的培养。

在19世纪，英国诗人和杂文家马修·阿诺德（1822-1888年）等人文主义者使用“文化”一词来代表人类對個人理想的追求，即“世界上人們认为最好的思想和金句”。这种文化概念可与德国的教化概念相提并论：“ 文化是通过我们在关心所有问题上，以最佳的方法來了解和思考来追求我们的完美世界。”  
在实践方面，文化是精英的理想，并且与诸如艺术、古典音乐和高级美食之类的活动有关。由于这些形式与城市生活有关，因此“文化”被解釋为“文明”。浪漫主义促成了民俗對兴趣的影響，这导致在非精英阶层中形成了一種“文化”。这种表现为高雅文化（即统治階級）与基層文化之间的区别。换句话说，在18世纪和19世纪初在欧洲发展起来的“文化”概念反映了欧洲社会内部的不平等现象。

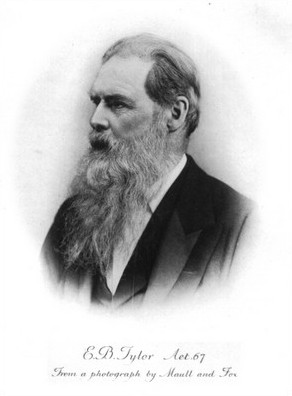
英国人类学家爱德华·泰勒（Edward Tylor）是最早在包容性和普遍性意义上使用“文化”一词的英语学者之一。

马修·阿诺德将“文化”与无政府状态進行了比較。其他欧洲人则跟随哲学家托马斯·霍布斯和让·雅克·卢梭，将“文化”与“自然状态”进行了比較。根据霍布斯和卢梭的说法，从16世纪开始，美洲原住民依然生活在自然状态中。然而，这种描述是通过“文明”与“不文明”之间的对比来表达的。按照这种思维方式，人们可以将一些国家归为比其他国家更文明，而将某些人归为比其他国家更有文化。这种对比產生了赫伯特斯宾塞的社会达尔文主义理论和刘易斯亨利摩根的文化进化论。就像一些批评家认为，高低文化之间的区别确实是欧洲精英与非精英之间的冲突的一种表达一样，就如殖民主義一樣。 
卢梭之后的19世纪批评家也接受了高雅文化与基层文化之间的区别，但将高雅文化的提炼和复杂化视为腐败和不自然的发展，使人们的本质无法理解并扭曲了本质。这些批评家认为，民间音乐真誠地表达了一种自然的生活方式，而古典音乐则显得肤浅而頹廢。同样，这种观点经常将土著人民描绘成“高貴野蛮人”，他们过着本真而无瑕的生活，不受西方高度分层的资本主义制度所影响而变得简单而廉洁。 
1870年，人类学家爱德华·泰勒（1832–1917年）应用了高雅文化与基層文化的思想的區分，提出了宗教进化论。根据这套理论，宗教从多神论形式演变为一神论形式。在此过程中，他将文化重新定义为所有人类社会所特有的各种活动，这种观点为现代理解文化铺上了道路。

## 近代東亞文化哲學
英文culture之概念在十九世紀傳入東亞文化圈。井上哲次郎分別在《増補改訂 哲学字􏰂彙》及和譯《增訂英華􏰂典》以日文漢字「修練」和「種植」翻譯，而非以文化翻譯之，因為井上哲次郎認為文化為「文明開化」之簡寫，對應之英文字應為civilization。
直到日本文學家坪内逍遥於其文學批評著作《小説神髄》首次以「文華」及「文心」翻譯英文culture一詞，文化才被漢字文化圈視之為culture之對應字詞。他又在〈為永春水の批評〉一文中首次宣告「我國為文化之國 」（夫れ我国は文華の国なり）。
至鴉片戰爭以降，十九世紀的漢字文化圈面對西方列強的挑戰，意識到自身文化主體性受到威脅，於是一方面極力區分自身與西方之不同，另一方面嘗試改造自身文化，以應對時局。因此文化哲學即成為近代東亞哲學家關心之議題。

## 參看
- 哲學
- 文化
- 語言的起源